# Ермаков, Виталий Михайлович
Вита́лий Миха́йлович Ермако́в (укр. Віталій Михайлович Єрмаков; род. 7 июня 1992, Рубежное, Луганская область) — украинский футболист, защитник одесского «Черноморца».

## Биография
Воспитанник алчевской «Стали», за которую дебютировал на уровне Первой лиги 12 мая 2010 года в матче против «Гелиоса» (3:0). За время выступлений в составе «Стали» принял участие в 64 матчах и забил 1 гол. В 2015 году играл в чемпионате Краснодарского края за команду «Понтос» (Витязево), с которой занял 3-е место. В 2016 году перешёл в клуб украинской Первой лиги «Авангард» (Краматорск). В новой команде стал основным центральным защитником. Интернет-изданием Sportarena.com включён в символическую сборную первой части сезона 2017/18.
18 января 2018 года подписал контракт с черниговской «Десной» сроком на 3 года. По итогам сезона с командой выиграл бронзовые медали Первой лиги. В плей-офф за право играть в высшем дивизионе «Десна» одержала победу и повысилась в классе. 29 июля 2018 года Ермаков впервые сыграл в Премьер-лиге, выйдя на замену на 83-й минуте выездного матча с «Мариуполем», который «Десна» выиграла со счётом 4:1.

## Достижения
«Сталь» (Алчевск)
- Серебряный призёр Первой лиги: 2012/13

«Десна»
- Бронзовый призёр Первой лиги: 2017/18